# Cryptocelis insularis
Cryptocelis insularis is een platworm (Platyhelminthes). De worm is tweeslachtig. De soort leeft in het zoute water.
Het geslacht Cryptocelis, waarin de platworm wordt geplaatst, wordt tot de familie Cryptocelidae gerekend. De wetenschappelijke naam van de soort werd voor het eerst geldig gepubliceerd in 1953 door Hyman.